# Shirlie Roden
Shirlie Ross Roden (Londen, 5 maart 1948) is een Brits zangeres en Sound Healing-therapeute (genezing door geluid).

## Biografie
Ze groeide op in Londen en Wales. Al op de lagere school zong ze en kreeg vervolgens piano- en zanglessen. Nadat haar vader een gitaar voor haar kocht, begon Shirlie folk te zingen en kwam in aanraking met de toen nog jonge Paul Simon en Al Stewart. Ze studeerde af in literatuur aan de Universiteit van Warwick en richtte haar eigen bandje Children op samen met Rick Loyd van de latere The Flying Pickets. Ze maakte later deel uit van  The Kinks (het album Soap Opera) en zong bij Gordon Giltrap (het album Visionary). Ze kwam als studiozangeres in aanraking met David Gilmour (het album David Gilmour), Mike Oldfield (het album Heaven’s open), Ultravox, Ian Gillan, Suzi Quatro en Hot Chocolate. Ze ging op tournee met Sutherland Brothers en Quiver.
Ongeveer tegelijkertijd kwam ze in aanraking met grote theatershows. Zo zong ze in Jeanne (naar Jeanne d'Arc) in Sadlers Wells Theatre, Tallulah Bankhead (met Quatro) en anderen. Ze schreef onder meer de musical Paddington Bear's Gold Record (1984) en The Roy Orbison Story (met muziekproducent Jon Miller). In de jaren 1990 zocht Roden nieuwe wegen om haar talenten de benutten. Ze ging in Slovenië wonen om haar loopbaan voort te zetten. Daarbij bleef ze zingen, maar gebruikte ze haar stem ook voor therapeutische doeleinden (genezing door geluid). In die hoedanigheid verschenen van haar ook boeken en compact discs en gaf ze lezingen.
Haar album Grateful werd geproduceerd door Nick Magnus, ooit toetsenist bij Steve Hackett. Hij werkte al eerder mee bij haar album The path of daring. Ze zong  bij The Kast of Kinks, een van de Kinks afgeleide band onder leiding van Kinks-drummer Mick Avory. 
- International Standard Name Identifier: 0000 0000 3739 6628
- Library of Congress Control Number: nb99009620
- Virtual International Authority File: 11801086
- WorldCat: E39PBJmhQ88rcTc6yKrX8Ggh73